# Центр по борьбе с оружием массового поражения
Центр по борьбе с оружием массового поражения (англ. USSTRATCOM Center for Combating Weapons of Mass Destruction, SCC-WMD) — это центр Стратегического командования Вооруженных сил США (USSTRATCOM), созданный в сотрудничестве с Оборонным агентством по уменьшению угрозы (Defense Threat Reduction Agency, DTRA).
Центр по борьбе с оружием массового поражения размещается в Оборонном центре уменьшения угрозы (DTRC) в здании штаб-квартиры Оборонного агентства по уменьшению угрозы, недалеко от Вашингтона.
Не путать с Управлением по оружию массового поражения, которое было позднее создано при ФБР.

## История
На открытии  Оборонного центра уменьшения угрозы 26 января 2006 г. Джеймс Тегнелия (James A. Tegnelia), директор Центра, также объявил о начальной оперативной готовности Центра по борьбе с оружием массового поражения. На церемонии присутствовали: республиканец сенатор от штата Индиана Ричард Лугар, заместитель министра обороны по закупкам и логистике Кеннет Крейг (Kenneth J. Kreig), боевой командир Стратегического командования США генерал Джеймс Картрайт, помощник министра обороны по программам ядерной, химической и биологической защиты Дейл Э. Кляйн (Dale E. Klein), бывший директор DTRA Стивен Янгер и заместитель директора DTRA генерал-майор Труди Кларк (Trudy H. Clark). Основным докладчиком на церемонии выступил сенатор председатель комитета по международным отношениям Лугар.
Директор Центра уменьшения угроз обороны и Центра по борьбе с оружием массового поражения — совмещенная должность.
Задачей центра является разработка стратегий противодействия ядерным угрозам. В основном он координирует проекты DTRA.